# Cymphonique Miller

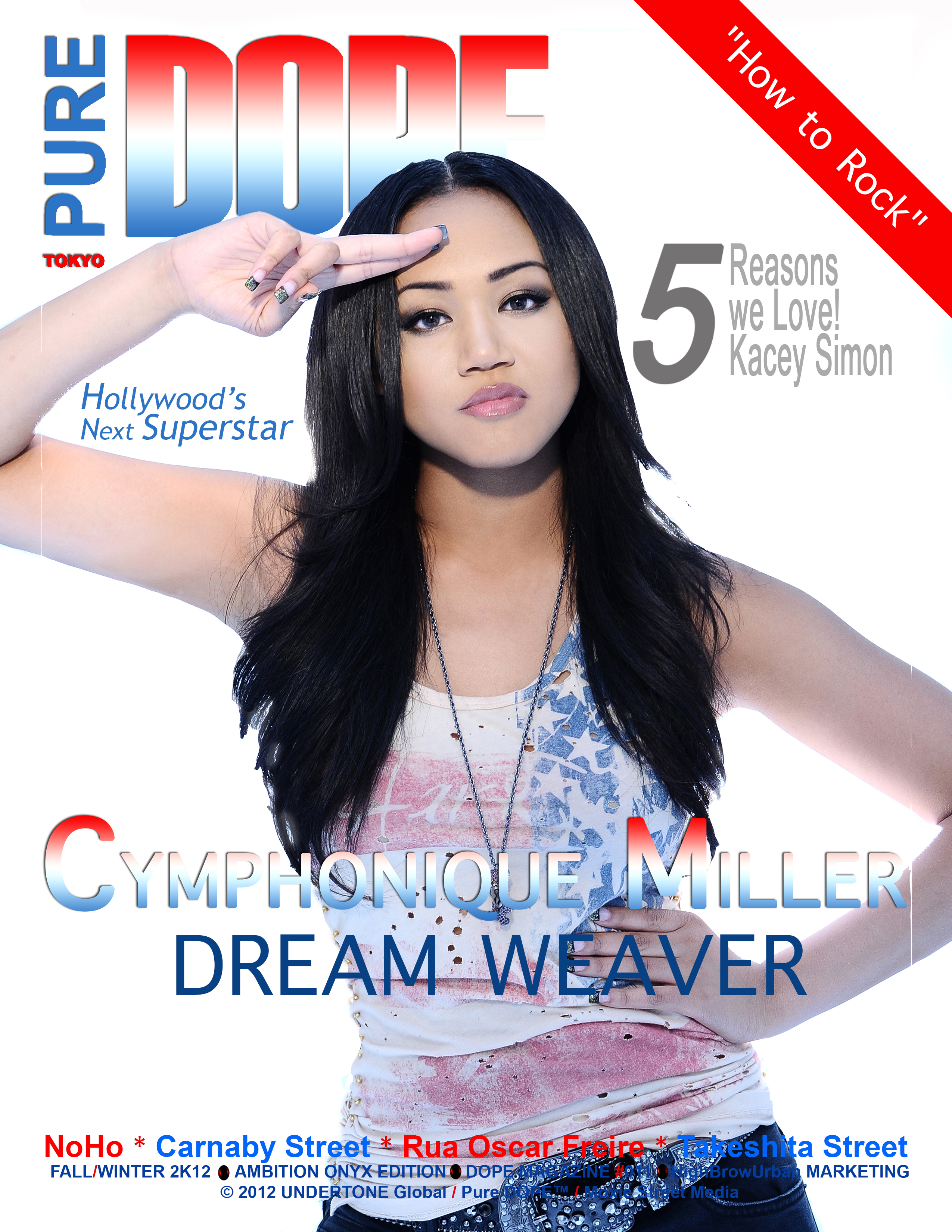
Cymphonique Miller

Cymphonique Miller (* 1. August 1996 in Los Angeles, Kalifornien) ist eine US-amerikanische Kinderdarstellerin, Schauspielerin und Sängerin. Sie ist die Tochter von Master P und die Schwester des Rappers Romeo.

## Karriere
Cymphonique Miller wurde im August 1996 in Los Angeles im US-Bundesstaat Kalifornien geboren. Am Anfang ihrer Gesangskarriere trat sie oft in irgendwelchen Schulen oder Parks in Los Angeles auf. Für die Nickelodeon-Serie Winx Club sang sie den Titelsong Winx You’re Magic Now. Ihr Debüt als Schauspielerin begann ebenfalls bei Nickelodeon, nämlich als Gastdarstellerin in der achten Episode der ersten Staffel von Just Jordan. Es folgten kleinere Rollen im Kurzfilm Scarecrow Joe und im Direct-to-Video-Film Internet Dating. Von 2008 bis 2009 hatte sie verschiedene Sprechrollen in der Zeichentrickserie Phineas und Ferb inne. 2010 und 2011 absolvierte sie weitere Gastauftritte in verschiedenen Nickelodeon-Jugendserien wie True Jackson, Troop – Die Monsterjäger und Big Time Rush. 2011 erhielt sie ihre bisher größte Rolle als Kacey Simon in der Fernsehserie How to Rock, die 2012 ihre Premiere hatte. Daneben wurde sie 2011 bei den BET Awards in der Kategorie Bester weiblicher Hip-Hop-Artist nominiert.

## Filmografie (Auswahl)
- 2007: Just Jordan (Fernsehserie, Episode 1x08)
- 2007: Scarecrow Joe (Kurzfilm)
- 2008: Internet Dating
- 2008–2009: Phineas und Ferb (Fernsehserie, 4 Episoden, Stimme)
- 2009: Opposite Day
- 2010: True Jackson (True Jackson, VP, Fernsehserie, Episode 2x20)
- 2011: The Mo’Nique Show
- 2011: Troop – Die Monsterjäger (The Troop, Fernsehserie, Episode 2x11)
- 2011: Big Time Rush (Fernsehserie, Folge 2x16)
- 2012: How to Rock (Fernsehserie, 25 Episoden)

## Diskografie
Studioalben
- 2010: Fabulous Girls (mit den Fabulous Girls)

EPs
- 2009: I Heart You